# مسجد میرزا فرج‌الله وزیر
مسجد میرزا فرج‌الله وزیر مربوط به دوره زند - دوره قاجار است و در سنندج، خیابان ۱۷ شهریور، روبروی سه راه شیخان واقع شده و این اثر در تاریخ ۱۶ آبان ۱۳۷۹ با شمارهٔ ثبت ۲۸۳۸ به‌عنوان یکی از آثار ملی ایران به ثبت رسیده است.